# Čimelice (stacja kolejowa)
Čimelice – stacja kolejowa w miejscowości Čimelicach, w kraju południowoczeskim, w Czechach. Położona jest na wysokości 425 m n.p.m.
Na stacji nie ma możliwości zakupu biletu, a obsługa podróżnych odbywa się w pociągu. 

## Linie kolejowe
- 200 Zdice - Protivín